# Jaume Magre i Ubach
Jaume Magre i Ubach (Cervera, Segarra, 1890 - Lleida, 1966) fou un polític republicà català. Abans de la proclamació de la Segona República Espanyola va estar vinculat a la Unió Republicana i presidí la Joventut Republicana de Lleida a Cervera. Després de la Conferència d'Esquerres de 1931 va ingressar a ERC i en fou elegit diputat per Lleida a les eleccions al Parlament de Catalunya de 1932. Al Parlament de Catalunya participà en les comissions d'obres públiques, peticions i justícia i dret. Poc abans d'acabar la guerra civil espanyola,el desembre de 1938, es va exiliar a França, d'on va tornar el 1948. Es va establir aleshores a Lleida.